# 孤星血淚 (1946年電影)
《孤星血淚》（英語：Great Expectations）是一部由戴维·利恩导演的于1946年上映的英国电影，改编自查尔斯·狄更斯在1861年发表的同名小说，由约翰·米尔斯、伯纳德·迈尔斯，芬利·柯瑞、简·西蒙斯，马丁·亨特、亚历克·吉尼斯和瓦莱丽·霍布森主演、它赢得了两次奥斯卡金像奖，并获得了最佳影片、最佳导演和最佳剧本的提名。本电影的中文配音版本则由上海电影制片厂（现为上海电影译制厂）于1956年译制，本电影是该厂引进的首部英国电影。